# Економіка Ісландії

Карта Ісландії

Економіка Ісландії належить до скандинавського типу соціально-ринкової економіки, що поєднує в собі капіталістичну структуру та принципи вільного ринку з стійкою системою соціального забезпечення.
До кризи 2008 року Ісландія досягла високих темпів зростання (до кризи рівень зростання ВВП на початку 2000-х рр. в середньому становив 4-5 %), низького рівня безробіття (в різні роки в цій країні рівень безробіття був 1-3 %, а в червні 2012 року становив 6 %) і рівномірного розподілу доходів (у 2005 році індекс Gini був на рівні всього 25)  [Архівовано 7 квітня 2014 у Wayback Machine.].
Єдиний слабкий макроекономічний показник — високий рівень інфляції, який тримався вище 10 % до кризи, проте під час кризи інфляція не змінилася дефляцією, як у багатьох розвинених країнах, а тільки знизилася до 3-4 %.
Економіка сильно залежить від рибної промисловості, яка забезпечує 40 % експортних надходжень, більш ніж на 12 % від ВВП, і налічує близько 5 % робочої сили [Архівовано 7 квітня 2014 у Wayback Machine.].
Економіка Ісландії зазнала диверсифікації у виробництві та сфері послуг в останнє десятиліття, особливо в області виробництва програмного забезпечення, біотехнології та туризмі.

## Географія та ресурси
Ісландія займає територію площею 103 тис. кв. км. Протяжність берегової лінії становить 4790 км. Площа виняткової економічної зони становить 758 тис. кв. км. Приблизно лише 0,7 % від площі поверхні Ісландії зайнято орними ділянками, так як місцевість острова в основному гірська та вулканічна.  [Архівовано 24 вересня 2015 у Wayback Machine.]
Запаси мінеральних ресурсів є дуже незначними. Наявні невеликі запаси бурого вугілля, пемзи та ісландського шпату.
Відновлювані джерела енергії (гідроелектроенергія та геотермальна енергія) Ісландії забезпечують близько 85 % енергетичних потреб країни. Ісландський парламент у 1998 році ухвалив рішення про повний перехід на відновлювані джерела енергії до 2050 року (транспортні засоби та рибальські флоти поступово переходитимуть на використання водневого палива).
Ісландія дослідила можливість експорту гідроенергетичних ресурсів через підводний кабель в континентальну Європу, а також активно прагне розширити свої енергоємні галузі, в тому числі розширення заводів з переплавлення алюмінію і феросиліцію.
Останні геологічні дослідження відкрили значні запаси нафти у межах 200-мильної економічної зони Ісландії на морському дні в районі о. Ян-Маєн .

## Галузі економіки

### Промисловість
Промисловість Ісландії почала розвиватися лише після Другої світової війни. Гірничодобувна галузь практично відсутня, за винятком невеликих розробок бурого вугілля, пемзи й ісландського шпату). З кінця 1960-х ведеться виробництво алюмінію з імпортної сировини (діоксиду алюмінію), отриманий метал експортується. 

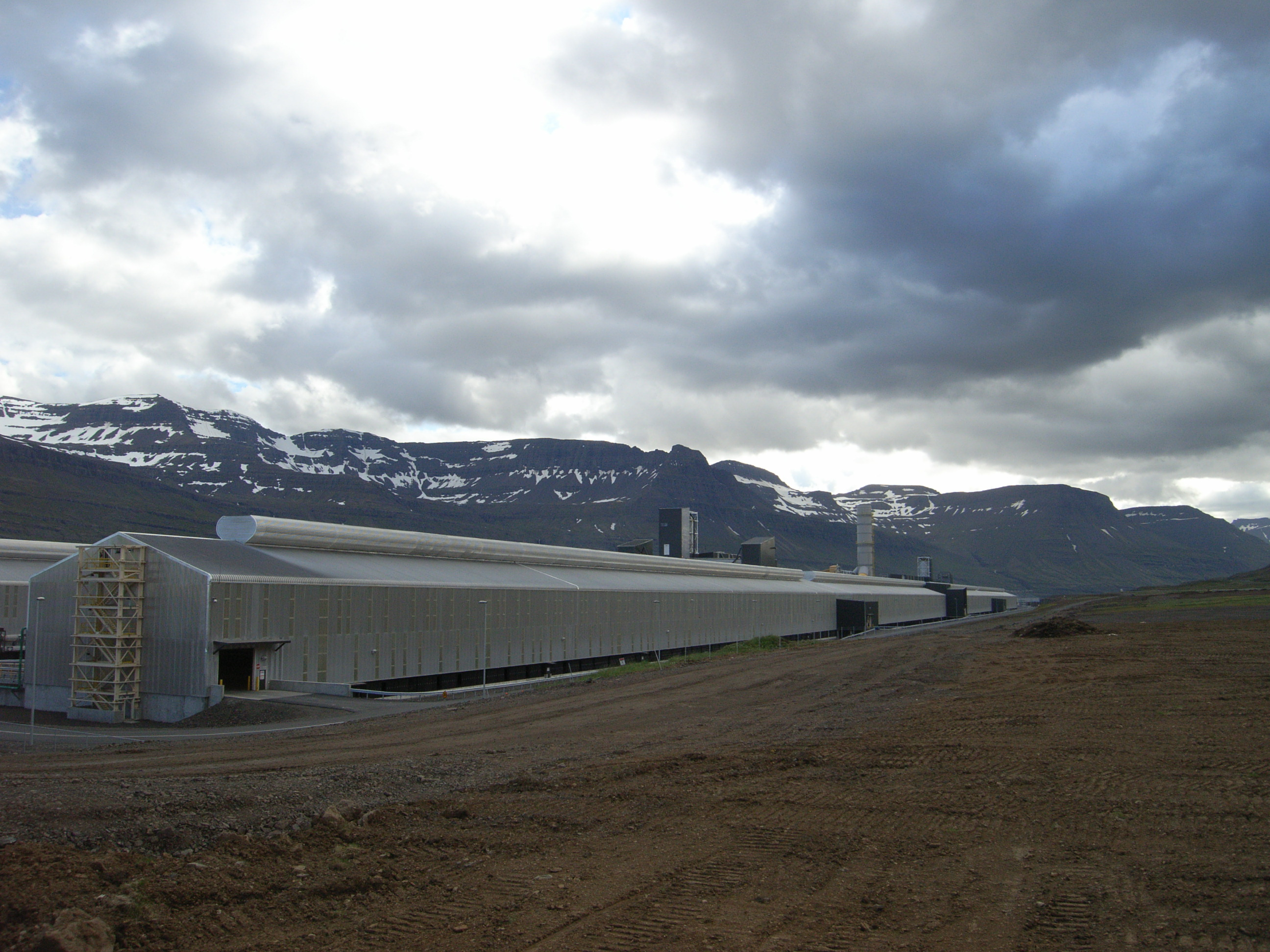
Алюмінієвий завод компанії Alcoa

Основна галузь промисловості — переробка риби, виготовлення філе і свіжозамороженої риби.
Є судноверфі і судноремонтні підприємства, що обслуговують рибальський флот.
Виробляються одяг, взуття, металеві вироби, електрообладнання, меблі й будівельні матеріали. Працює фабрика мінеральних добрив (біля Рейк'явіка), цементний завод (Вакранесе). З 1979 р. налагоджено виробництво ферокремнію (сплаву заліза і кремнію).

### Рибальство
Рибальство та суміжні галузі (останнім часом зустрічається інша назва — «океанічний кластер») є найбільш важливою частиною ісландської економіки. Частка рибальства у загальному ВВП — 27,1 % (2011 р.). У секторі рибного господарства безпосередньо зайнято близько 9 тис. чоловік (4,9 тис. чол. зайняті рибальством, 4,1 — переробкою риби), що становить приблизно 5 % робочої сили Ісландії.  [Архівовано 9 лютого 2022 у Wayback Machine.] Значна частина цих робочих місць надається технологічними компаніями, які виробляють обладнання для рибальських фірм, і компаніями, що займаються прогресивною переробкою морських продуктів.
Ісландія сьогодні є другою за величиною риболовною нацією у Північно-Східній Атлантиці після Норвегії, обігнавши Велику Британію на початку 1990-х. Частка рибних продуктів в експорті країни становить 63 %, а середньорічний вилов досягає 1,3 млн тонн.
У Ісландії прийнято ряд заходів щодо обмеження риболовної діяльності, що заснована на індивідуальній системі квот, яка в сукупності з показником загального допустимого улову (ТАС) є наріжним каменем ісландської системи управління рибними ресурсами. Показник загального допустимого улову встановлюється Морським дослідним інститутом у відповідності з даними про чисельність косяків. Залежно від цього показника між судами розподіляється фіксована частка квоти на улов. Існують також правила, що стосуються допустимого типу обладнання для лову, зокрема мінімальні розміри сітки. Рибна ловля з використанням тралів заборонена в багатьох районах поблизу узбережжя, що служать місцем нересту. Передбачається тимчасове, часткове і остаточне закриття рибальських районів нересту риби для захисту молодняку.

### Сільське господарство
Сільське господарство орієнтується виключно на м'ясохутряне вівчарство і молочне тваринництво. Сільськогосподарські землі становлять 23 % території (2,3 млн га) і використовуються під луги і пасовища. На оброблюваних 1 тис. га вирощують кормові трави і картоплю. Спостерігаються значні успіхи в розвитку парникового господарства (на півдні острова) на базі використання термальних джерел. Країна забезпечує себе м'ясом, свіжими овочами та молочними продуктами, але імпортує зернові та інші види продовольства. Держава надає підтримку 6 тис. ферм, виділяючи субсидії і обмежуючи імпорт.

### Енергетика

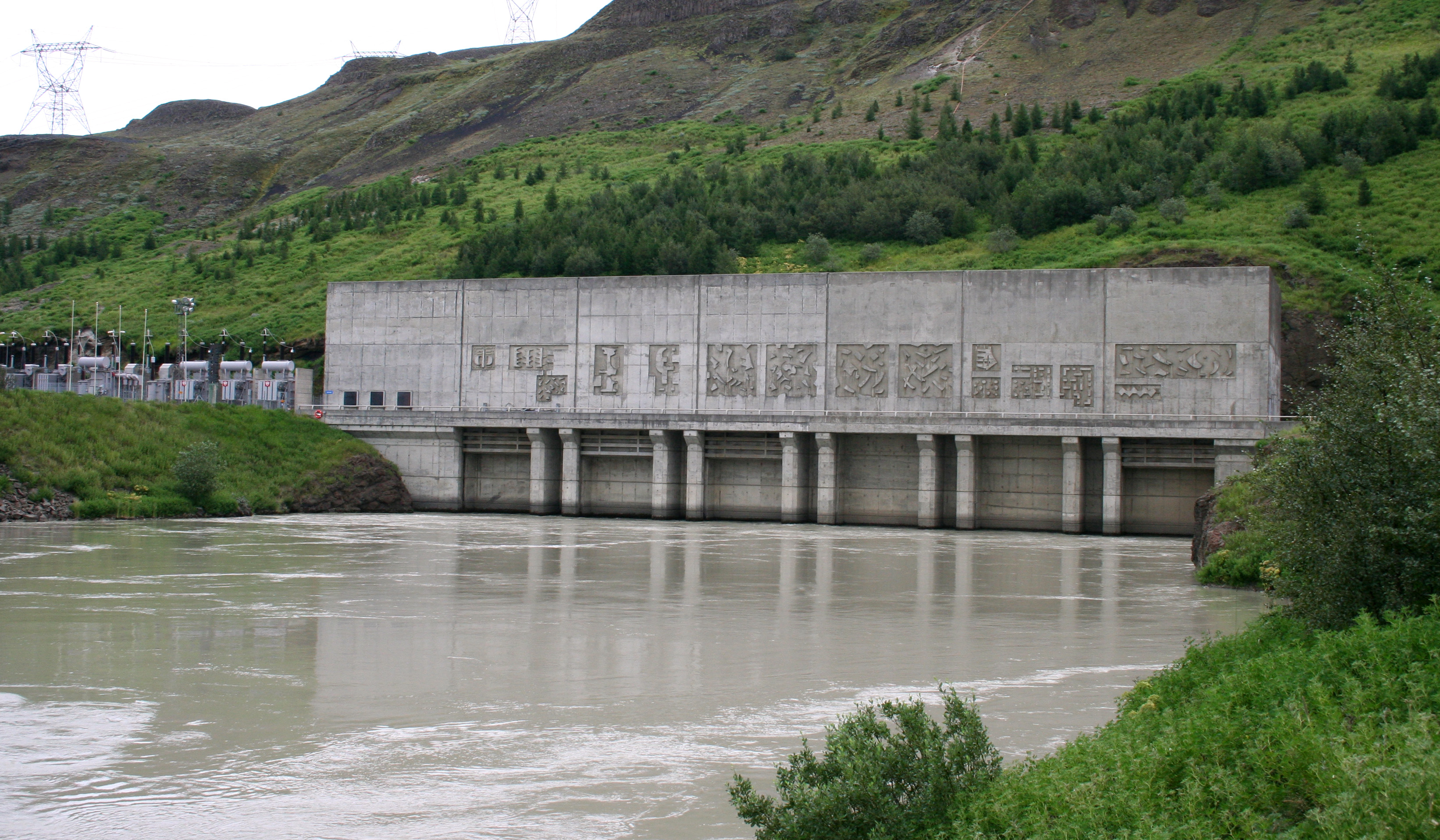
Гідроелектростанція у Бурфеллі

Ісландія має великі запаси гідроенергії. Потенційна кількість виробленої гідроелектроенергії становить 80 млрд кВт-год на рік. Нині використовується всього 6 % наявних гідроенергоресурсів. 

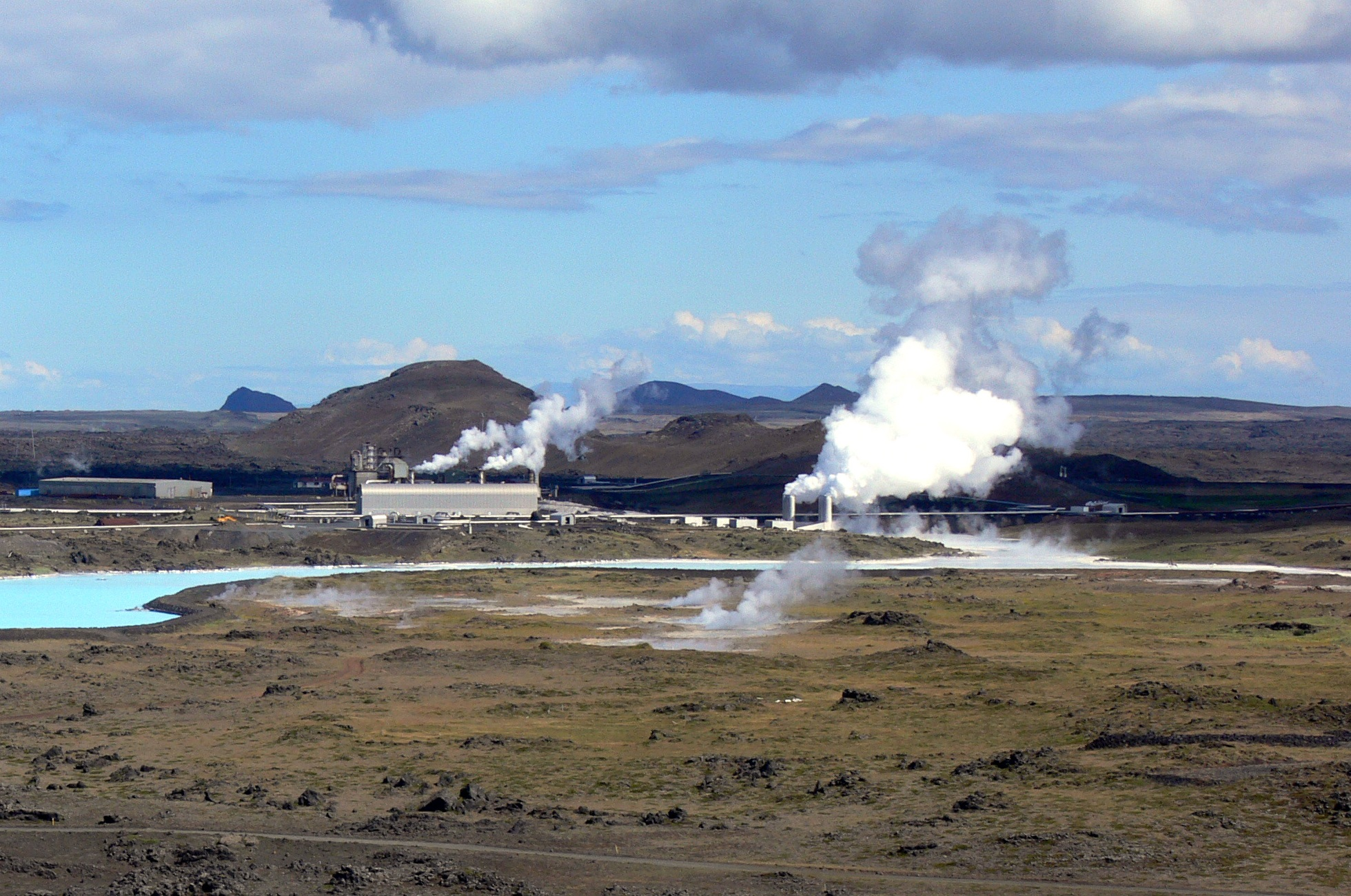
Геотермальна електростанція на півострові Рейк'янес

З іншого боку, є величезний потенціал геотермальної енергії, яку широко використовують у комунально-побутовому і парниковому господарствах. 85 % потреб в електроенергії забезпечується за рахунок використання відновлюваних джерел енергії (гідроелектроенергія та геотермальна енергія). Частина потреб Ісландії в енергії задовольнялася за допомогою імпорту нафти. Раніше нафта надходила із СРСР, нині в основному з Великої Британії та Норвегії. Із загальних запасів технологічно доступних ресурсів лише 70 % доцільно експлуатувати з фінансових міркувань.
Наприкінці ХХ ст. споживання в Ісландії щорічно збільшувалася загалом на майже 7 %. Приблизно половину вироблюваної енергії споживали енергоємні галузі промисловості. Третина енергоспоживання задовольнялася з допомогою імпортного палива. Незважаючи на потужне зростання темпів використання гідроелектроенергії у Ісландії, рибопромисловий флот залишиться головним споживачем імпортної нафти.

### Транспорт
В Ісландії немає залізниць, але наявна розгалужена мережа автошляхів загальною протяжністю 12 955 км. Між багатьма містами і селищами налагоджене регулярне автобусне сполучення. Практично кожна сім'я має автомобіль.
Водний транспорт характеризується загальною тоннажністю торгових суден 192 тис. т. В Ісландії діють три великі транспортні компанії — Ісландська пароплавна, Державна судноплавна і Кооперативная судноплавна. Пароплави і моторні судна регулярно курсують між прибережними містами і селищами. Підтримується морське сполучення із США, Великою Британією, Німеччиною, Данією та Норвегією.
Для сучасної Ісландії характерний бурхливий розвиток повітряного сполучення. Тут діяли дві основні авіакомпанії — «Flugfelag Islands», що обслуговувала внутрішні рейси і сполучала Ісландію із Великою Британією, скандинавськими країнами й материковою Європою, та компанія «Luftleider», що здійснювала польоти до США, скандинавських країн, Великої Британії і Люксембургу. У 1979 обидві компанії злилися, утворивши компанію «Icelandair» (або «Flugleider»). Є два міжнародних аеропорти — Рейк'явік і Кеблавік. Останній використовується спільно Ісландією та США.

### Банківська справа і фінанси

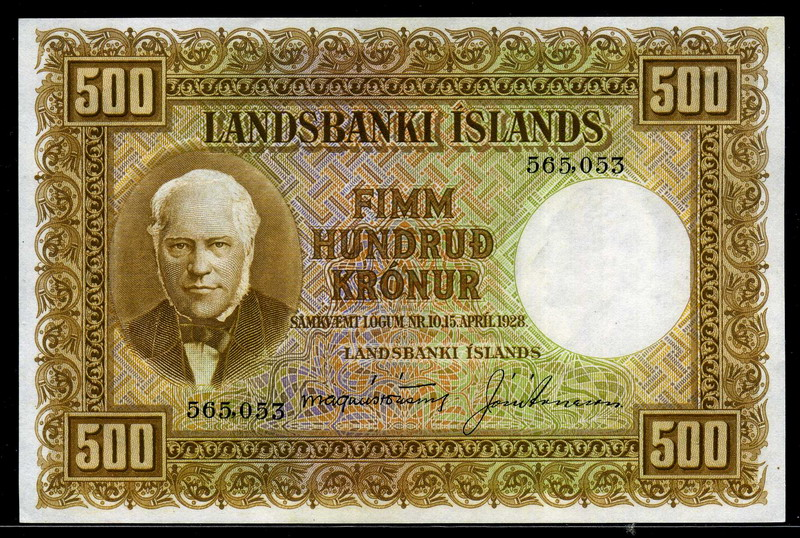
Ісландська крона

Грошова одиниця Ісландії — крона. До Другої світової війни відбувалася поступова девальвація крони, що супроводжувалися швидким зростанням інфляції. У 1967 після девальвації англійського фунта стерлінгів було встановлено курс 57 крон до 1 дол. США. У 1979 курс ісландської крони сильно упав — до 352 крон до долара. Наприкінці 90-х років він стабілізувався лише на рівні 70 крон до долара.
Центральний банк країни — Центральний банк Ісландії. В Ісландії діють сім великих комерційних банків — Національний, Риболовний, Сільськогосподарський, Промисловий, Торговий, Кооперативний і Народний. Їх головні офіси перебувають у Рейк'явіку, але численні відділення розосереджені по всій країні. З іншого боку, у всіх округах є ощадні банки.
Основні джерела державних доходів — податки, мита й інші платежі. Держава отримує значні прибутки комерційних підприємств, якими вона розпоряджається, наприклад, від поштового, телефонного та телеграфного зв'язку, каботажного судноплавства, і навіть низки монополій (продаж алкогольних напоїв і тютюнових виробів). Крім звичайних державних витрат, уряд Ісландії витрачає кошти на субсидування сільського господарства і різних промислових галузей. Доходи 2012-го року склали 5,8 млрд дол. США, витрати — 6,1 млрд дол. США. Зовнішній борг становив 124,7 % ВВП (2012) [Архівовано 7 квітня 2014 у Wayback Machine.].
Значного впливу на фінансову систему Ісландії завдала криза 2008 року. Погіршення глобальних фінансових умов протягом 2008 року призвело до різкого знецінення крони по відношенню до інших основних валют. Три найбільших банки Ісландії збанкрутували в кінці 2008 року. Країна отримала більше $10 млрд у вигляді позик від МВФ та інших країн для того, щоб стабілізувати свою валюту і фінансовий сектор, а також надати резервні державні гарантії для іноземних депозитів в ісландських банках. Згодом було створено три нових банки для того, щоб контролювати внутрішні активи збанкрутувавших банків. Ісландія розпочала здійснювати платежі Великій Британії, Нідерландам та іншим позивачам в кінці 2011 року  [Архівовано 7 квітня 2014 у Wayback Machine.].
Через постійну інфляцію, історичну залежність від виробництва риби та давню суспільну власність комерційних банків, фондові ринки Ісландії розвиваються повільно. Ісландія фондова біржа (більш відома як ICEX [Архівовано 21 квітня 2014 у Wayback Machine.]), була створена в 1985 році. Торги ісландських казначейських облігацій почалися в 1986 році, а торгівля акціями почалася в 1990 році. Вся внутрішня торгівля ісландськими акціями, облігаціями та пайовими інвестиційними фондами відбувається на ICEX.

## Зовнішня торгівля
Економіка Ісландії є сильно експортно-орієнтованою. Морські продукти складають більшість товарів експорту. Інші важливі статті експорту включають алюміній, залізо-кремнієві сплави, машини та електронне обладнання для рибної промисловості, програмне забезпечення, вовняні вироби. Найбільша частка торгівлі здійснюється з Європейським Союзом (ЄС) та Європейською асоціацією вільної торгівлі (ЄАВТ), США та Японією. Вартість експорту Ісландії склала 5,1 млрд дол. (2012) [Архівовано 7 квітня 2014 у Wayback Machine.].
Основними статтями імпорту є машини та устаткування, нафтопродукти, продукти харчування та текстиль. Цемент є найбільш імпортованим продуктом Ісландії. Вартість імпорту у 2012 році склала 4,4 млрд дол. Основним партнером по імпорту є США (13,7 %), далі йдуть Німеччина (12,2 %), Швеція (10,2 %), Данія, Нідерланди та ін. Більшість імпортованої сільськогосподарської продукції підлягає високим тарифам. Імпорт деяких продуктів, таких як сире м'ясо, сильно обмежене у зв'язку з фітосанітарними причинами  [Архівовано 7 квітня 2014 у Wayback Machine.]
Ліберальна торговельна політика Ісландії була посилена шляхом приєднання до Європейської економічної зони в 1993 році і Уругвайського раунду, який також приніс значне поліпшення доступу Ісландії до іноземних ринків, особливо ринків морепродуктів.

## Економічні угоди та політика
Ісландія стала повноправним членом Європейської асоціації вільної торгівлі (ЄАВТ) в 1970 році, також підписала угоду про вільну торгівлю з Європейським співтовариством в 1973 році. Угода про Європейський економічний простір від 1 січня 1994 року передбачає в основному безкоштовний транскордонний рух капіталу, робочої сили, товарів і послуг між Ісландією, Норвегією та країнами ЄС. Тим не менш, багато з політичних партій Ісландії виступають проти членства в ЄС, в першу чергу через занепокоєння ісландців про втрату контролю над своїми рибними ресурсами. Ісландія також має двосторонні угоди про вільну торгівлю з низкою країн, що не входять до ЄЕЗ. Найбільшою з них є угода між Ісландією та Фарерськими островами, що передбачає створення зони вільної торгівлі сільськогосподарською продукцією між народами. Ісландія має угоду про вільну торгівлю з Мексикою від 27 листопада 2000 року.

## Туризм

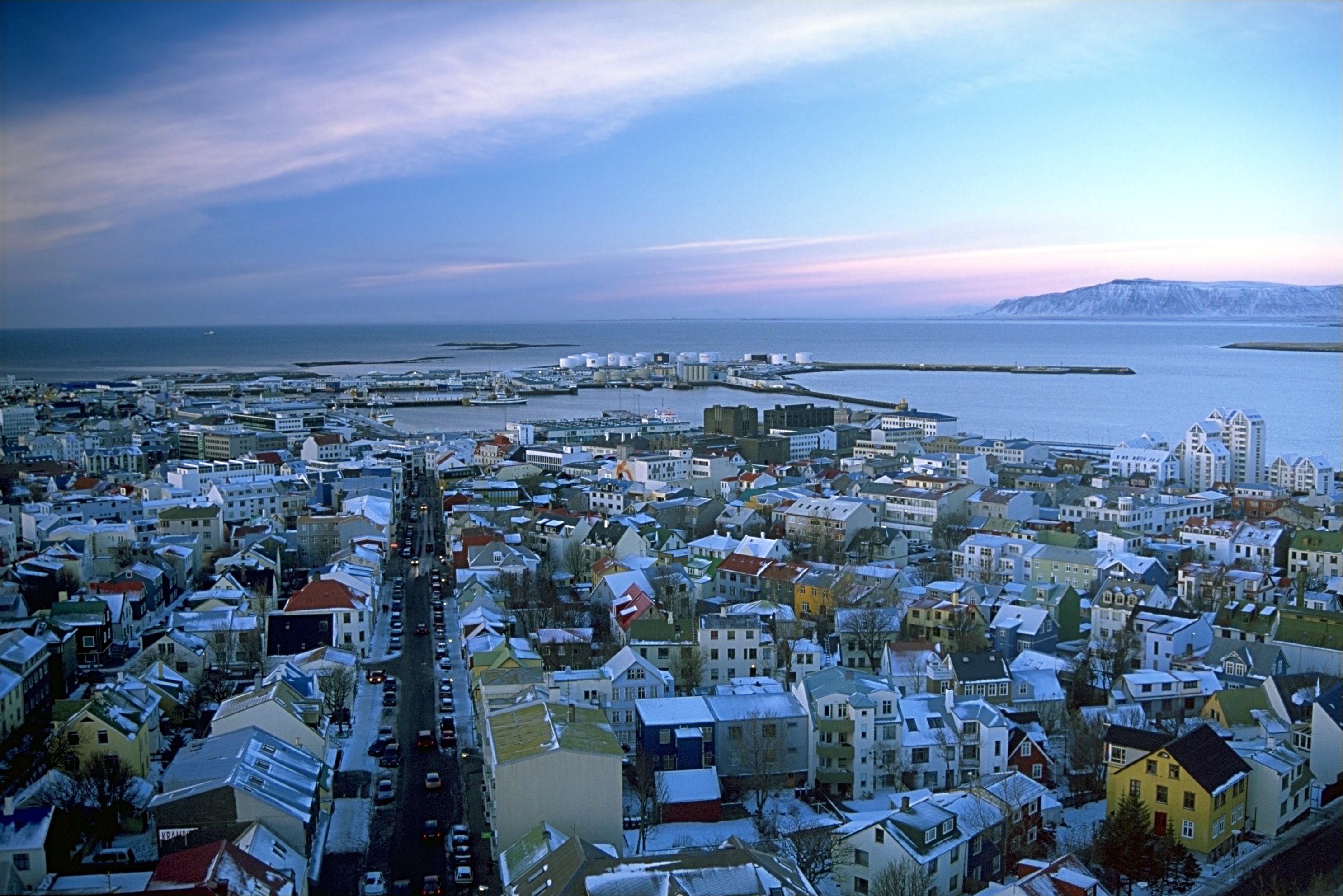
Рейк'явік — столиця Ісландії та туристичний центр

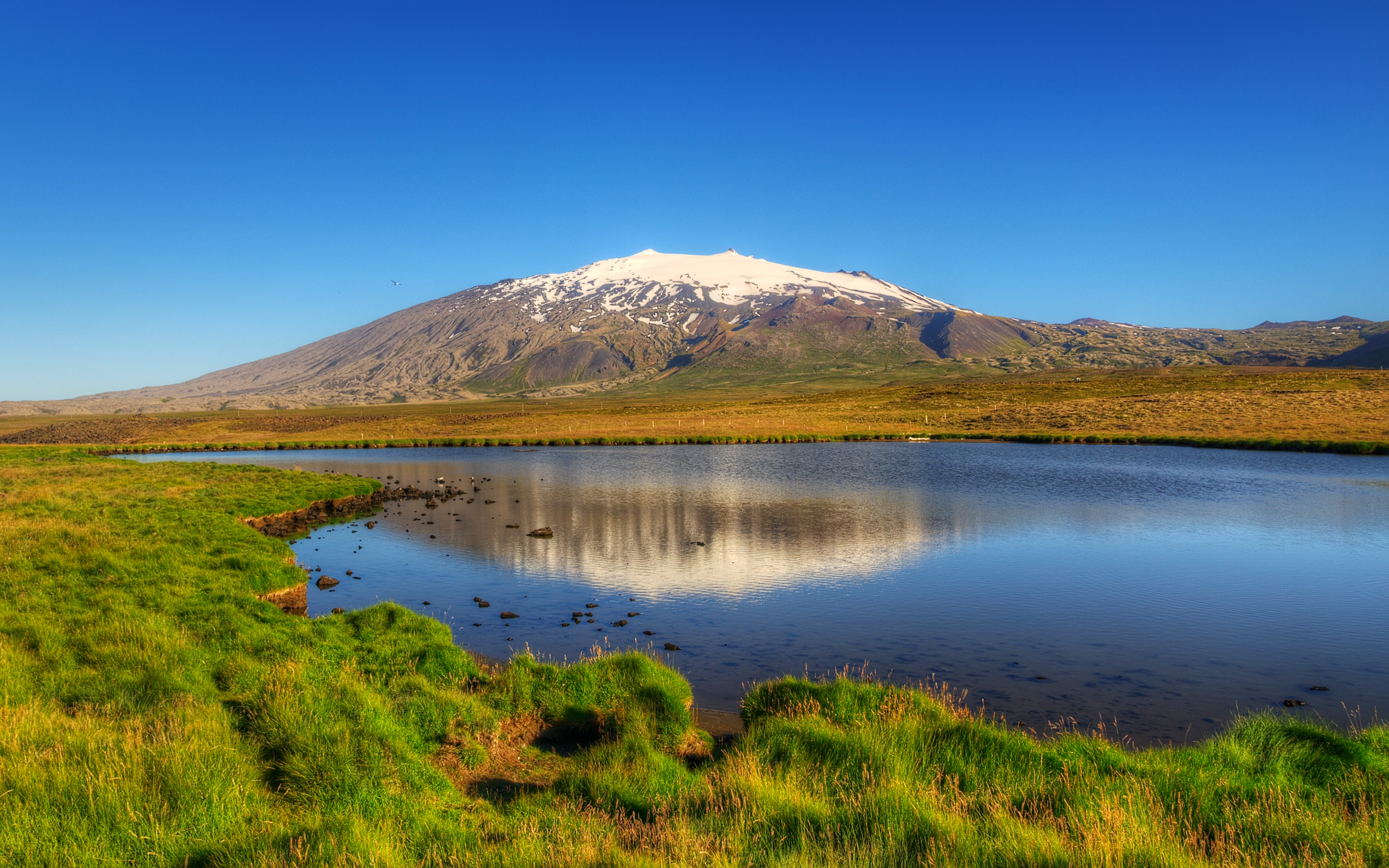
Вулкан Снефельсйокуль

Туризм дає близько 6 % ВВП і 16 % експортних надходжень країни.
Девальвація крони, проведена в 2009 році, оживила туристичну галузь Ісландії. У 2010 році туристів до Ісландії стало їздити на 12 % більше — до 550 тис. чоловік (це майже в два рази перевищує населення країни). До кризи Рейк'явік був дуже дорогим через високі ціни на все, від вечері в ресторані до ночівлі в готелях. Після девальвації відпочинок в Ісландії став доступнішим для туристів з Європи або Північної Америки, їх стало приїжджати помітно більше. Ісландська рада з туризму підрахувала, що в 2012 р. потік туристів у країну зріс майже на 20 %. Згідно з даними статистики, Ісландію у першій половині 2012 року відвідали 618,9 тис. туристів, що на 99 000 осіб більше, ніж роком раніше. Ісландія отримує найбільшу кількість туристів в літній період (червень-серпень). У 2012 році близько 47 % відвідувачів приїхали в Ісландії під час літніх місяців.
Найбільше туристів приїжджає до Ісландії з Великої Британії. Англійці складають 27,7 % від загального числа туристів. На другому місці — американці (17,4 %), за ними слідують туристи з Норвегії (8,3 %), Швеції (5,8 %), Німеччини (5,2 %), Данії (4,9 %) і Франції (4,1 %)  [Архівовано 19 жовтня 2008 у Wayback Machine.].